# Drosophila taiensis
Drosophila taiensis este o specie de muște din genul Drosophila, familia Drosophilidae, descrisă de Kumar și Gupta în anul 1988. Conform Catalogue of Life specia Drosophila taiensis nu are subspecii cunoscute.